# サウスカロライナ (戦艦)
| Uss south carolina bb-26 |                                                                  |
| 艦歴                     |                                                                  |
| 発注:                    |                                                                  |
| 起工:                    | 1906年12月18日                                                   |
| 進水:                    | 1908年7月1日                                                     |
| 就役:                    | 1910年3月1日                                                     |
| 退役:                    | 1921年12月15日                                                   |
| その後:                  | スクラップとして売却                                             |
| 性能諸元                 |                                                                  |
| 排水量:                  | 16,000 トン                                                      |
| 全長:                    | 452.8 ft                                                         |
| 全幅:                    | 80.2 ft                                                          |
| 吃水:                    | 24.5 ft                                                          |
| 機関:                    |                                                                  |
| 最大速:                  | 18.86 ノット（公試時）                                           |
| 航続距離:                |                                                                  |
| 兵員:                    | 士官、兵員751名                                                  |
| 兵装:                    | 12インチ砲8門、3インチ砲22門 3ポンド砲2門、21インチ魚雷発射管2門 |
| 航空機:                  |                                                                  |
| モットー:                |                                                                  |

サウスカロライナ (USS South Carolina, BB-26) はアメリカ海軍の戦艦。サウスカロライナ級戦艦の1番艦。艦名はアメリカ合衆国8番目の州にちなむ。その名を持つ艦としては4隻目。

## 艦歴
サウスカロライナは1906年12月18日にペンシルベニア州フィラデルフィアのウィリアム・クランプ・アンド・サンズ社で起工し、1908年7月1日にフレデリカ・アンセル（サウスカロライナ州知事マーティン・F・アンセルの娘）によって命名、進水、1910年3月1日に初代艦長オーガスタス・F・フェクテラー大佐の指揮下就役した。
サウスカロライナは3月6日にフィラデルフィアを出航し、デンマーク領西インド諸島およびキューバを訪問、4月10日から15日までサウスカロライナ州チャールストンを訪れた。バージニア岬沖およびマサチューセッツ州プロビンスタウンでの公試後、6月17日、18日にニューヨークを訪れルーズベルト前大統領の歓迎式典に参加した。その後バージニア州ノーフォークに向かい、修理、海軍民兵の訓練、バージニア岬沖およびプロヴィンスタウンでの訓練を6月末から11月初めまで行い、1910年11月1日から1911年1月12日まで第2戦艦部隊と共にヨーロッパ巡航を行う。この巡航ではフランスのシェルブール、イギリスのポートランド（Isle of Portland）を訪問し、ノーフォークに帰還するとノーフォーク海軍造船所での修理とニューイングランド沖での訓練を行った。
ニューヨークへの短い訪問に続いてサウスカロライナは第2戦艦部隊と共にヨーロッパへの巡航を行い、デンマークのコペンハーゲン、スウェーデンのストックホルム、ロシアのクロンシュタットを訪れた。クロンシュタットからの帰路6月21日にドイツのキールに立ち寄り、ヴィルヘルム2世の主催するキールヨット週間の記念行事に参加した。1911年7月13日にプロヴィンスタウンに到着し、その後はチェサピーク湾で戦闘訓練を行っている。
1911年の後半にニューヨークでの閲艦式に参加、1912年1月3日には第1戦隊と共にロードアイランド州ニューポート沖で艦隊訓練を行い、その後ニューヨークを離れグアンタナモ湾での冬季演習に参加した。3月13日にノーフォークに帰還し6月末まで東海岸を巡航した。6月にサウスカロライナはハンプトン・ローズとニューヨークで行われたドイツ艦隊の歓迎式典に参加した。30日にはオーバーホールのためノーフォーク海軍造船所入りした。
10月11日から15日までニューヨークで停泊し、その後バージニア岬沖、ニューイングランド水域で1ヶ月間の訓練を行った。11月中旬から12月中旬までサウスカロライナは特別任務部隊の一艦としてフロリダ州ペンサコーラ、ルイジアナ州ニューオーリンズ、テキサス州ガルベストン、メキシコのベラクルスを訪問し、12月20日にノーフォークに帰還すると翌年まで同所に留まり、1913年1月6日にパナマのコロンに向けて出航する。このときサウスカロライナは新たに完成したパナマ運河を通過した。グアンタナモ湾での訓練の後3月22日にノーフォークに帰還、その後北に向かい3月28日から5月31日までニューヨークで戦艦メイン(USS Maine, ACR-1)追悼記念碑のため停泊した。
バージニア岬沖で士官学校生の訓練を短期間行った後、サウスカロライナはメキシコ湾とカリブ海へ「威圧」目的で16ヶ月の巡航に訪れた。6月後半から1913年9月中旬までタンピコ、ベラクルスでアメリカ合衆国の権益を保護するためメキシコの東部海岸を巡航した。その後1913年9月後半にノーフォークでオーバーホールを行い、続いてクレブラ島沖で演習を行った。
1月18日、サウスカロライナはハイチのポルトープランスに海兵隊を上陸させた。部隊は政治的混迷にあるポルトープランスでアメリカ大使館の保護と無線基地を設営するのが目的であった。新大統領のオレステス・ザマールによって治安が回復した後、サウスカロライナは4月14日にポルトープランスを出航した。フロリダ州キーウェストで石炭を補給した後、ベラクルスに向かい占領部隊の増援となる地上部隊を上陸させた。サウスカロライナは問題の多かった1914年の夏をサントドミンゴとハイチの偵察で過ごした。
第一次世界大戦が勃発してからおよそ2ヶ月の1914年9月24日にサウスカロライナはノーフォークに帰港した。10月14日にフィラデルフィア海軍造船所入りし、1915年2月20日に再び出港、キューバ水域で戦闘訓練を行ったが、ドイツはイギリスの周辺海域を交戦地帯であると宣言し外交危機が生じたため、サウスカロライナの訓練は新たな意味を持った。1915年5月のルシタニア号事件はアメリカの世論を刺激したが、サウスカロライナは定期的な訓練を冬季はグアンタナモ湾で、夏季はニューポート沖で行い2年間を過ごした。
1917年4月のアメリカ合衆国の参戦は海軍にとって劇的な出来事の前兆とはならなかった。Uボートと仮装巡洋艦を除いて、イギリス海軍はフォークランド沖海戦やユトランド沖海戦での勝利でドイツ海軍を弱体化させており、サウスカロライナは1918年まで東海岸沿いに巡航を続けた。
1918年9月9日にサウスカロライナはフランスに向かう船団の警護に参加する。一週間後に他の船団護衛艦に任務を引き継ぎ帰国の途に就く。フィラデルフィアで短期間の補修を受けた後、砲術訓練任務に従事し、第一次世界大戦が休戦となった1918年11月11日は同任務に従事中であった。
1919年2月中旬から7月後半までサウスカロライナはフランスのブレストまで4度の往復を行った。7月26日にハンプトン・ローズに到着し、合計4,000名以上の帰還兵を帰国させた。ノーフォーク海軍造船所でオーバーホールを受けた後に、メリーランド州アナポリスで海軍士官学校生を乗艦させ太平洋への巡航に出た。アナポリスを1920年6月5日に出航しパナマ運河を通過、ハワイへ向かった後に西海岸へ赴いた。ワシントン州シアトル、カリフォルニア州サンフランシスコ、サンディエゴを訪れ、8月11日にサンディエゴを出港、再びパナマ運河を通過しアナポリスに9月2日到着した。続いてフィラデルフィアに向かい同地に7ヶ月間留まった。
1921年4月前半にサウスカロライナはクレブラ島へ訓練巡航し、その後チェサピーク湾で作戦活動を行った。5月29日、再びアナポリスで海軍士官学校生を乗艦させ夏季の訓練巡航でノルウェーのクリスチャニア、ポルトガルのリスボンを訪れた後グアンタナモ湾に向かった。士官学校生は8月30日にアナポリスで下艦し、翌日フィラデルフィアに到着した。
サウスカロライナは1921年12月15日にフィラデルフィアで退役し、1923年11月10日に除籍されるまで同地に留まった。サウスカロライナの船体はワシントン海軍軍縮条約に従ってスクラップとして1924年4月24日に売却された。 
サウスカロライナの銀製食器一式は、現在サウスカロライナ州知事公邸で公開される。